# Ostpolitik du Saint-Siège
L'Ostpolitik du Saint-Siège est l'ensemble des relations diplomatiques entretenues par le Vatican avec les États communistes du bloc de l'Est, notamment avec l'Union soviétique, depuis la Révolution russe d'octobre 1917 jusqu'à la Seconde Guerre mondiale puis pendant la guerre froide jusqu'à la dislocation du bloc de l'Est à la fin des années 1980.
Le terme allemand Ostpolitik (« politique envers l'Est »), qui désignait initialement la politique extérieure de la République fédérale d'Allemagne envers la République démocratique allemande et les autres pays de l'Est, a été appliqué par analogie à la politique du pape Paul VI et de ses successeurs envers l'Europe de l'Est, dont l'Union soviétique, la Pologne, la Hongrie et la Roumanie. Par extension, les historiens emploient le mot d'Ostpolitik à propos des prédécesseurs de Paul VI.
Tout en réaffirmant ses réserves à l'égard du communisme « intrinsèquement pervers », le Saint-Siège s'est orienté vers une politique de détente qui a culminé avec sa participation aux accords d'Helsinki en 1975. Pendant plus de quarante ans, les cardinaux Jean-Marie Villot, Agostino Casaroli et Achille Silvestrini ont exercé une influence déterminante sur cette évolution, prenant en compte le statut des chrétiens de l'autre côté du Rideau de fer.

## Galerie

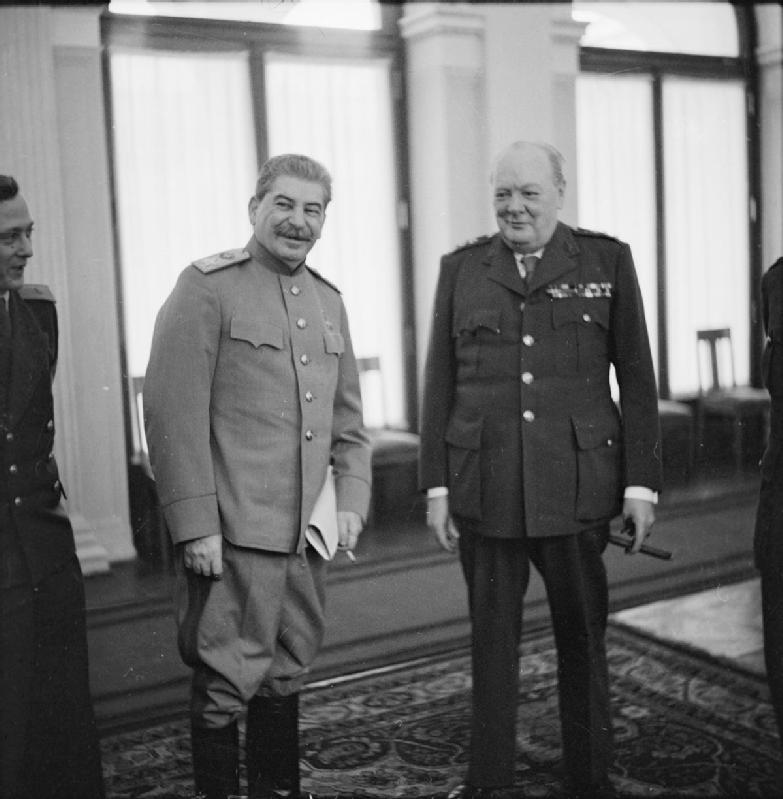
Staline à Churchill (1945) : « Le pape, combien de divisions ? »
Paul VI, 1965
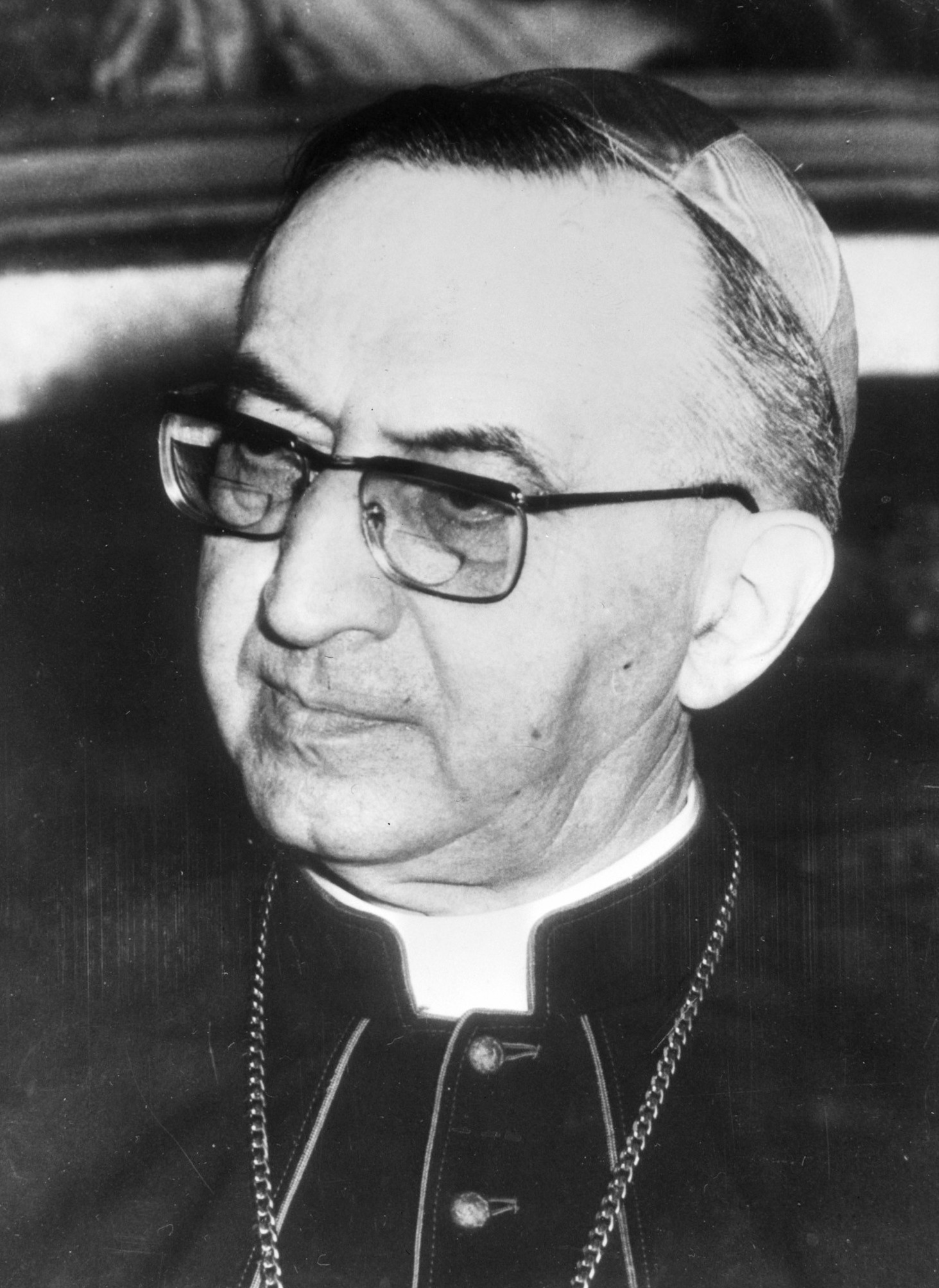
Jean-Marie Villot, 1978
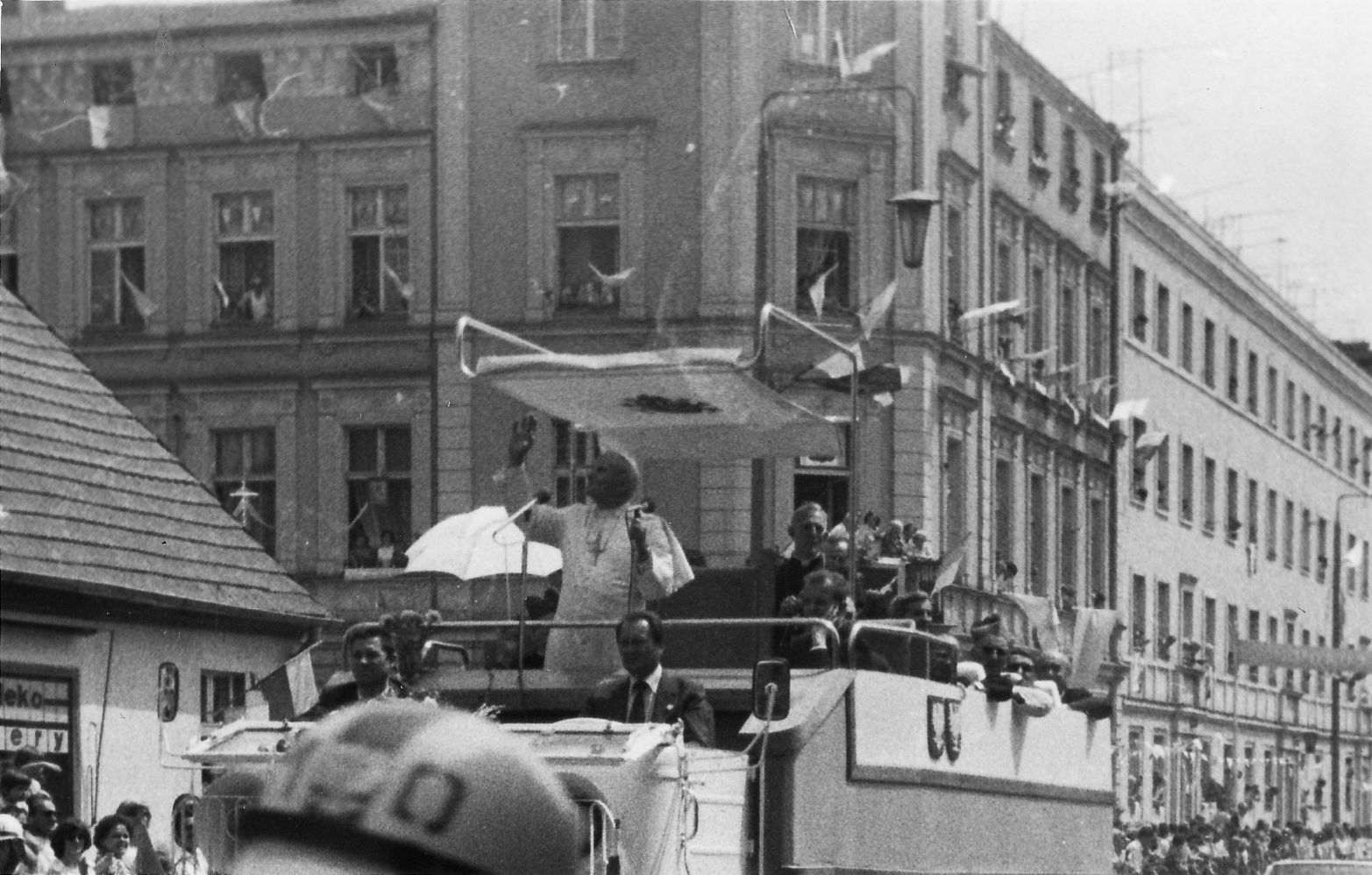
Jean-Paul II en Pologne, 1979
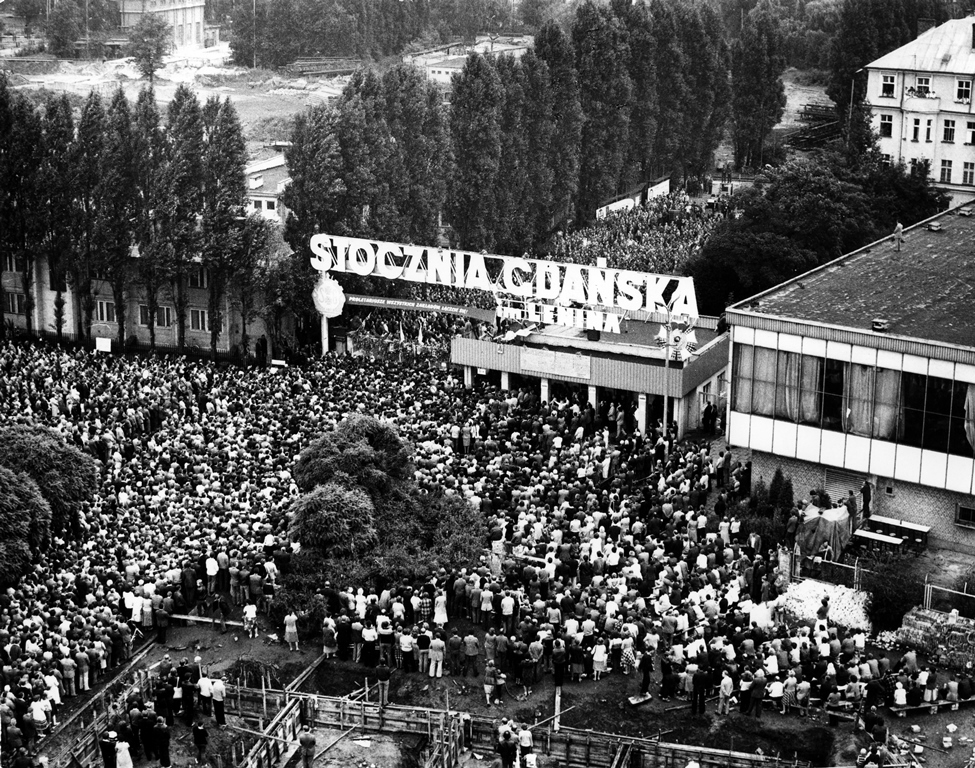
Grève de Solidarność au chantier « Lénine » de Gdańsk, août 1980
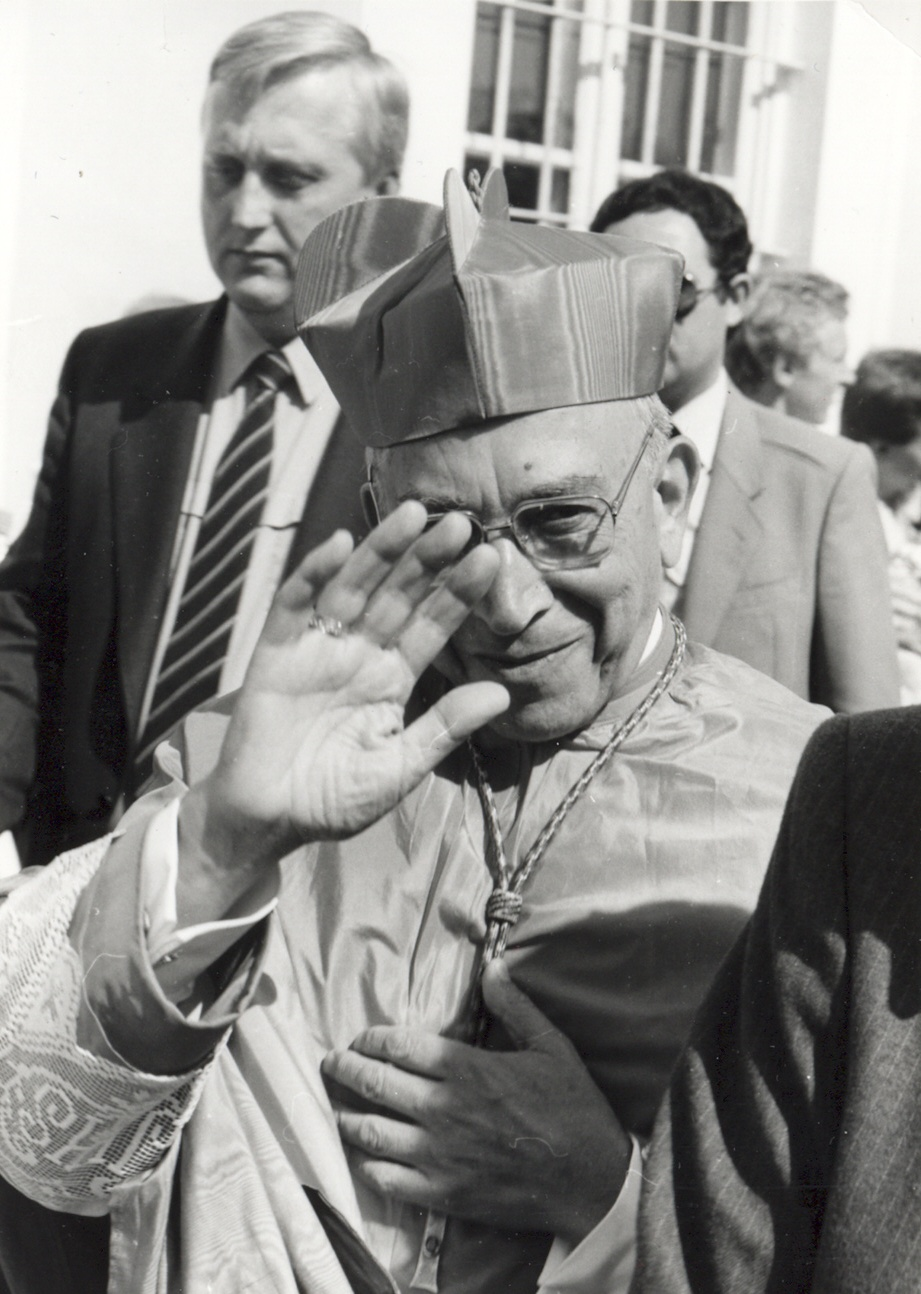
Agostino Casaroli, surnommé « le Kissinger du Vatican[1] », 1985

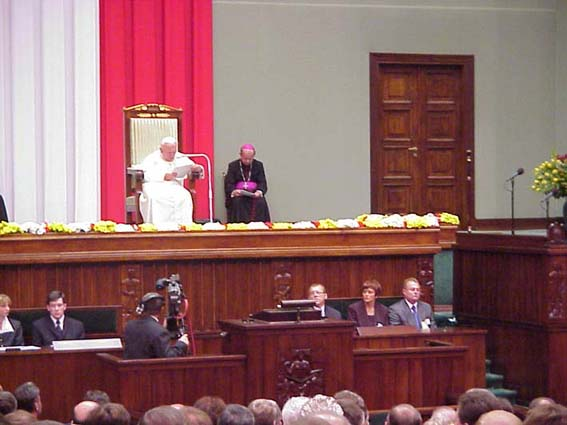
Jean-Paul II devant le Parlement polonais, 1999
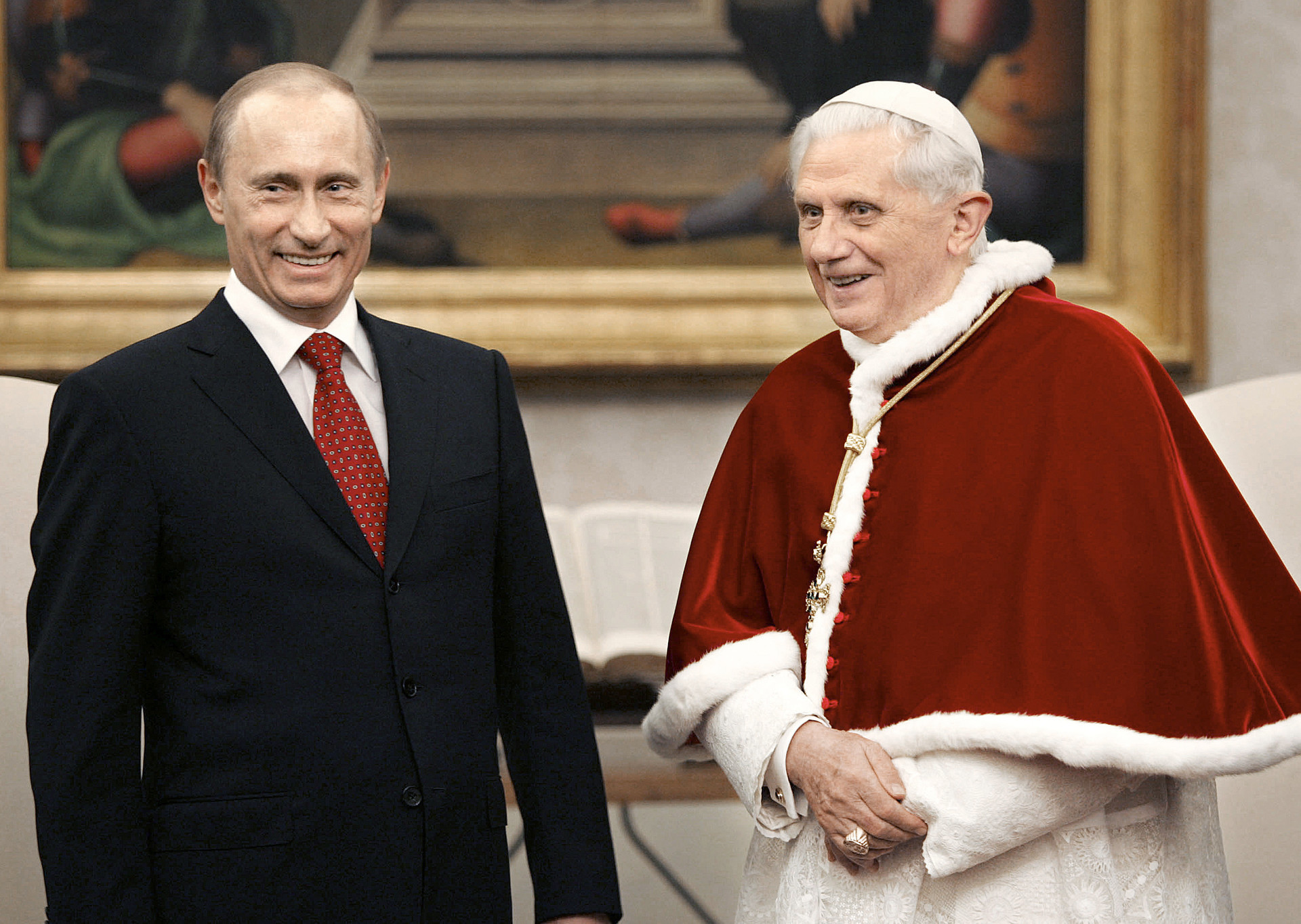
Benoît XVI et Vladimir Poutine, 2007
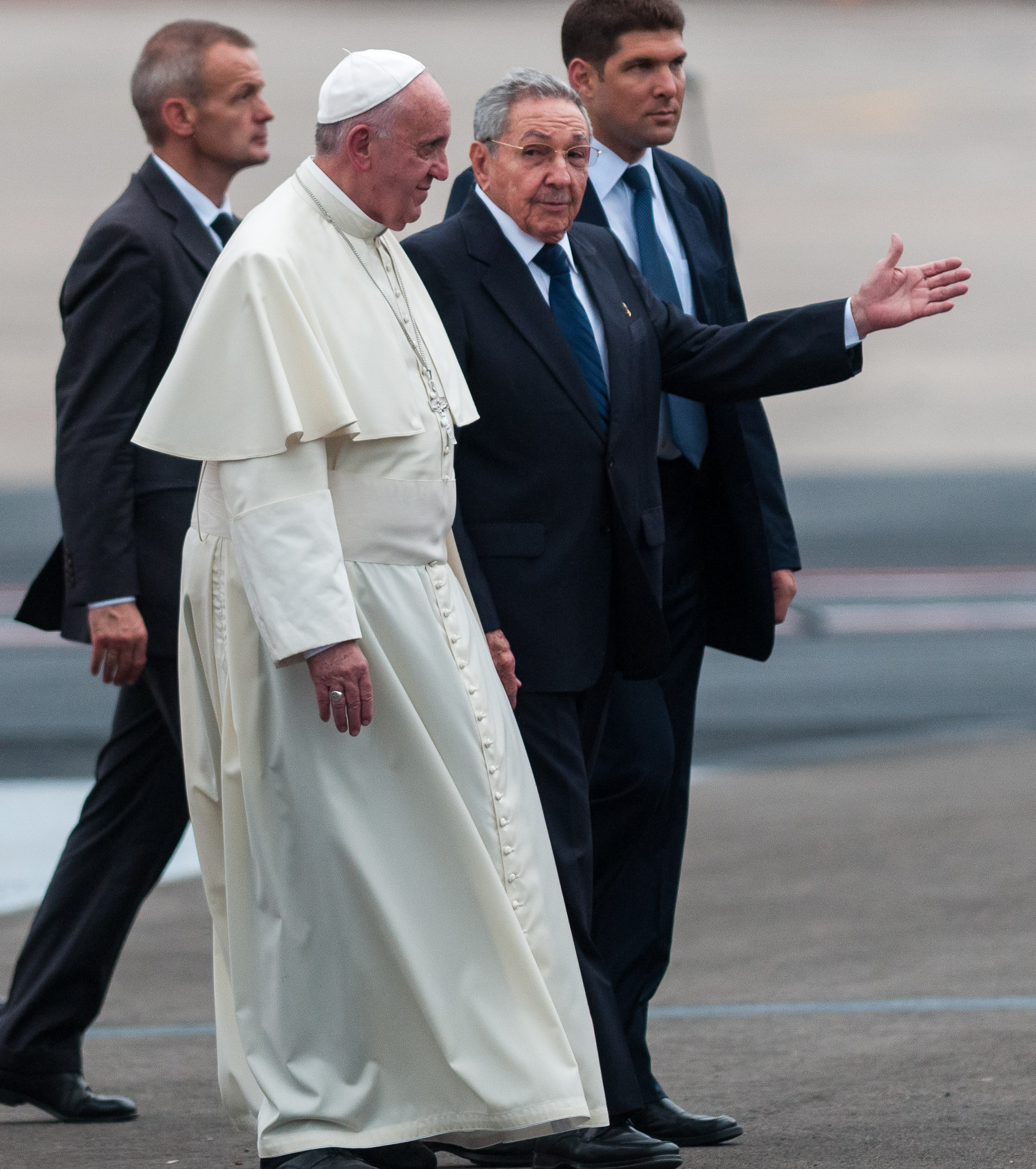
Le pape François et Raúl Castro, 2015

### Ouvrages
- Raphaël Aubert, La Tentation de l'Est. Religion, pouvoir et nationalismes, Labor et Fides, 1990
- Agostino Casaroli, Le Martyre de la patience : Le Saint-Siège et les pays communistes (1963-1989), 1998Achille Silvestrini, « Recension »
- (it) Carlo Felice Casula (dir.), Agostino Casaroli, Il martirio della pazienza. La Santa Sede e i paesi comunisti (1963-1989), Torino, Einaudi, 2000
- (de) Roland Cerny-Werner, Vatikanische Ostpolitik und die DDR, 2011
- Philippe Chenaux, Pie XII, diplomate et pasteur, éditions du Cerf, coll. « Histoire », 2003
- Philippe Chenaux, L'Église catholique et le communisme en Europe, 1917-1989 : De Lénine à Jean-Paul II, éditions du Cerf, coll. « Histoire », 2009
- Constance Colonna-Cesari, Dans les secrets de la diplomatie vaticane, Seuil, 2016
- Étienne Fouilloux, Les Catholiques et l'unité chrétienne du XIXe au XXe siècle, Paris, Le Centurion, 1982 (ISBN 2-227-31037-5)
- Bernard Lecomte, Le Pape qui fit chuter Lénine, Chambray-les-Tours, CLD, 2007
- Frédéric Le Moal, Les Divisions du pape : Le Vatican face aux dictatures, 1917-1989, éditions Perrin, 2016 (chap. 6 : « Le "bon pape Jean" et les Soviets » ; chap. 7 : « L'Ostpolitik de Paul VI »)
- Alberto Melloni (éd.), Vatican II in Moscow, 1959-1965 : Acts of the Colloquium on the History of Vatican II (Moscow, 1995), Louvain, 1997
- (it) Alberto Melloni et Maurilio Guasco (dir.), Un diplomatico vaticano fra dopoguerra e Ostpolitik. Mons. Mario Cagna (1911-1986), Bologna, 2003
- Pierre Milza, Pie XII, éditions Fayard, 2014 (chap. 25 : « La croisade anticommuniste » ; chap. 27 : « Pie XII et l'Europe »)
- Jean-Baptiste Noé, Géopolitique du Vatican, PUF, 2015
- Laura Pettinaroli, La Politique russe du Saint-Siège (1905-1939), « Introduction », Publications de l'École française de Rome, 2015  (ISBN 9782728311033)
- Hansjakob Stehle, The Eastern Politics of the Vatican, 1917-1979, Ohio University Press, Athens-OH, 1981  (ISBN 0-8214-0564-0)
- Antoine Wenger, Rome et Moscou : 1900-1950, Desclée de Brouwer, Paris, 1987  (ISBN 978-2-220-02623-7)
- Antoine Wenger Le Cardinal Villot (1905-1979), secrétaire d'État de trois papes, Desclée de Brouwer, Paris, 1989  (ISBN 2-220-03063-6)

### Articles et dossiers
- Hélène Carrère d'Encausse, « Paul VI et l'Ostpolitik », Publications de l'École française de Rome, 1984, vol.  72,  p. 547-557
- András Fejérdy, « Aux origines de la nouvelle "Ostpolitik" du Saint-Siège : la première tentative de Jean XXIII pour reprendre le contact avec les évêques hongrois en 1959 », Archivum Historiæ Pontificiæ, vol. 46, 2008, p. 389-411, Gregorian and Biblical Press
- John M. Kramer, « The Vatican's Ostpolitik », The Review of Politics, vol. 42/3, 1980, Cambridge University Press, p. 283-308
- Marie-Lucile Kubacki, « Accord avec la Chine : la nouvelle “Ostpolitik” du Vatican est-elle naïve ? », La Vie, 21 septembre 2020
- Giancarlo La Vella, « Le cardinal Silvestrini, architecte de l'Ostpolitik du Vatican », news.va, 14 septembre 2020
- Marco Lavopa, « Mgr Agostino Casaroli un habile "tisseur de dialogues européens" (1963-1975) », Revue de l'histoire des religions,  2014, vol. 1, p. 101-115, Armand Colin, Paris
- Marco Lavopa, « Le ‘dialogue de compromis’. L’Ostpolitik vaticane de Mgr Agostino Casaroli dans la Yougoslavie de Tito », Revue d'histoire diplomatique, 2013, vol. 2,  p. 157-178, éditions A. Pedone, Paris
- Marco Lavopa, La diplomazia dei 'piccoli passi'. L’Ostpolitik vaticana di Mons Agostino Casaroli, GBE, Roma, 2013
- Marco Lavopa, « Les acteurs religieux ont-ils des pratiques diplomatiques spécifiques ? La politique orientale vaticane et la "méthode Casaroli" dans le temps présent », Revue suisse d'histoire religieuse et culturelle, Academic Press of Fribourg,  2019, vol. 113, p. 319−344
- Philippe Levillain (dir.), Dictionnaire historique de la papauté, Fayard, 2006, article « Ostpolitik », p. 1237 sq.
- Mireille Maqua, « Le point sur l'Ostpolitik du Vatican », Revue théologique de Louvain, 1981, vol.  12-4  p. 429-436
- Alberto Melloni (dir.), Il filo sottile. L'Ostpolitik vaticana di Agostino Casaroli, a cura di Alberto Melloni, Il Mulino, Bologna
- Roland Minnerath, « Casaroli, Agostino (1914-1998) », Encyclopædia Universalis
- Christine Alix de Montclos, « Monseigneur Casaroli et l'Ostpolitik », Relations internationales n° 28, Les Églises chrétiennes et la vie internationale au XXe siècle - 2, 1981, p. 427-442
- Jean-Yves Rouxel, « Le Vatican et les pays d'Europe centrale : de l'Ostpolitik aux concordats », Le Courrier des pays de l'Est, 2004/5 (n° 1045), p. 4-15
- Philippe J. Roy, « Philippe Chenaux, L’Église catholique et le communisme en Europe (1917-1989). De Lénine à Jean-Paul II. Paris, Les Éditions du Cerf (coll. « Histoire »), 2009, 383 p. », Laval théologique et philosophique, vol. 66, no 2,‎ 2010, p. 440–442 (ISSN 0023-9054 et 1703-8804, DOI 10.7202/044852ar, lire en ligne, consulté le 4 décembre 2023)
- Bernd Schäfer, « La place du Vatican dans la politique extérieure de la RDA », Presses Sorbonne nouvelle, p. 175-183
- Boris Vukicevic, « Foreign Policy Doctrine of the Holy See in the Cold War Europe : Ostpolitik of the Holy See », The Turkish Yearbook of International Relations, vol. 49, 2018, p. 117-138
- Antoine Wenger, « Pie XI et l'Union soviétique », Publications de l'École française de Rome, vol. Achille Ratti pape Pie XI. Actes du colloque de Rome (15-18 mars 1989), no 223,‎ 1996, p. 893-907. (lire en ligne)
- Dossier « La politique étrangère du Vatican », Diplomatie, n° 4, juillet-août 2003
- Dossier « Géopolitique du Vatican », Diplomatie - Les Grands dossiers, août-septembre 2011
- Dossier « Le Vatican, combien de divisions ? », Diplomatie n° 83 novembre 2016